# Christiane Will
Christiane Will (1 de septiembre de 1971) es una deportista alemana que compitió en remo. Ganó una medalla de oro en el Campeonato Mundial de Remo de 1998, en la prueba de cuatro scull.

## Palmarés internacional
| Campeonato Mundial | Campeonato Mundial | Campeonato Mundial | Campeonato Mundial |
| Año                | Lugar              | Medalla            | Prueba             |
| ------------------ | ------------------ | ------------------ | ------------------ |
| 1998               | Colonia (Alemania) | Medalla de oro     | Cuatro scull       |